# Глюк, Гавриил Мартынович
Гаврии́л Марты́нович Глюк (укр. Гаврило Мартинович Глюк; 6 (19) мая 1912, Сигет, Австро-Венгрия — 2 ноября 1983, Ужгород) — украинский советский художник, заслуженный деятель искусств Украинской ССР (1963).

## Биография
Родился 6 (19) мая 1912 года в Сигете в еврейской семье.
В 1931—1933 годах учился в высшей школе изобразительных искусств в Будапеште. В 1940 году поступил на второй курс художественного училища в Кишинёве. В начале Великой Отечественной войны эвакуировался в Осинники Кемеровской области, где в конце сентября 1944 года был призван в армию (рядовой). После войны и службы в трудовой армии вернулся в Кишинёв, был принят в члены Союза художников Молдавской ССР. Рисовал жанровые картины, портреты и пейзажи.
С 1947 года жил и работал в Ужгороде. Работы художника находятся в ДТГ, Национальных художественных музеях Украины и России.

## Творчество
Признание художник получил уже с первых полотен. В начале 50-х годов художник пишет множество пейзажей. Творческие поиски молодого творца привели к отличному результату в картине «Лесорубы», которая принесла ему заслуженную славу. Картина, выполненная в традиционной манере соцреализма, однако, отличалась ярким открытым пленэризмом, в ней раскрылся живописный талант Глюка. Стилистически он развивался в духе закарпатской живописной школы, которую он сам успешно развивал. Писал он, также, многочисленные портреты, в которых, по большей части, делался акцент на изображении определённого психологического состояния того, кто изображался. Людей Глюк рисовал охотно, с огромным наслаждением. В 50-е-60-е годы художник рисовал маслом, гуашью и пастелью, что воспринималось в то время мажорно. Он стал одним из основателей закарпатской послевоенной пейзажной школы, которой присущая была декоративность. Художник с удовольствием выезжает на пленэры с этюдником на плечах. Присутствие человека в его композициях выглядело естественно, так как он представлял природу в единстве с людьми. Пейзажи художника передают неимоверную красоту Карпат, горных сёл, живописных уголков в разное время года.

## Награды
- медаль «За трудовую доблесть» (24.11.1960).
- Заслуженный деятель искусств Украинской ССР